# Danila Kozlovsky
Danila Valerievich Kozlovsky (em russo:  Данила Валерьевич Козловский; Moscou, 3 de Maio de 1985) é um ator e modelo russo. Conhecido na América por sua atuação no filme Vampire Academy: O Beijo das Sombras como Dimitri Belikov. Na Rússia participou de grandes trabalhos como Soulless, Gaspartum e King Lear que lhe renderam um bom número de prêmios como o Zolotoy Orel, Zolotoy Sofit e Belyy Slon.

## Biografia
Sua mãe, Nadezhda Zvenigorodskaya, é uma atriz de teatro, e seu pai, Valery Kozlovsky, foi professor na Universidade Estadual de Moscou especializada em marketing e comunicação de massa. Ele tem um irmão mais velho, Yegor, e um irmão mais novo, Ivan. Desde tenra idade, Danila foi colocado em aulas de dança e de música, aprendendo a tocar saxofone. Em 1996, ele foi aceito no Kronshtadt Naval Escola Militar, que frequentou até sua graduação em 2002. Após a formatura, ele se matriculou na Academia de Estado Theatre Arts São Petersburgo , entrando na atuação / direcionando curso supervisionado por Lev Dodin. Durante o quarto ano ele fez sua estréia no palco do Pequeno Drama Theatre (Teatro de l'Europe), fazendo o papel de Edgar em King Lear (2006). O papel lhe trouxe seu primeiro prêmio de teatro: um prêmio especial do Conselho de Peritos da "Sofit de Ouro" (a melhor nota prêmio de teatro emSão Petersburgo ) para Best Debut.
Fez sua estréia no cinema em 1998, interpretando o problemático garoto da sexta série Denis na série de televisão russa  "Verdades Simples".
Foi vencedor do prêmio da Revista Glamour na categoria "Homem do Ano".

## Carreira
Estudou no Sea Cadet Corps (Academia Militar Marinha) em St Petersburg por 6 anos, graduando-se em 2002.Em 2002 ele entrou para o St. Petersburg Academy of Arts teatrais.
Ele ganhou o "Belyy Slon" ("elefante branco") Prêmio de "Melhor Ator em Filme" em 2005 por seu papel como Nikolay em Garpastum de Aleksey German (2005). Os Prêmios "Elefante branco" são dadas anualmente pelo The Guild russo de Críticos de Cinema.
Ele ganhou o "Zolotoy Sofit" ("Golden holofote") Teatral Award para "Melhor Debut" em 2006 por sua atuação no papel de Edgar em uma produção de King Lear, em São Petersburgo, Rússia.
Ele ganhou o "Zolotoy Orel" ("Golden Eagle") Prêmio de "Melhor Ator em Filme" em 2013 por seu papel como Maks em Dukhless (Soulless) de Roman Prygunov.

## Filmografia

### Filmes
| título                        | ano  | papel                       |  |
| ----------------------------- | ---- | --------------------------- |  |
| Simple Truths                 | 1999 | Denis                       |  |
|                               | 2003 | Valera                      |  |
|                               | 2003 | Popov                       |  |
| Sissi: The Rebel Empress      | 2004 | Francisco José I Jovem      |  |
|                               | 2004 | Modigliani                  |  |
| Garpastum                     | 2005 | Nikolai                     |  |
| Alka                          | 2006 | Lenya Astakhov              |  |
|                               | 2006 | Victor                      |  |
| Lenin's Legacy                | 2007 | Sergei                      |  |
| Black Hunters                 | 2008 | Sergei "Bormann" Filatov    |  |
| Jolly Fellows                 | 2009 | Lyusya                      |  |
| A. D.                         | 2009 | Daniil Ageev                |  |
|                               | 2010 | Andrei Gromov               |  |
|                               | 2010 | Yevgeniy Kostin             |  |
| Moscow, I Love You!           | 2010 | Taxi driver                 |  |
| Gulf Stream Under the Iceberg | 2011 | Ari Brylskiy                |  |
| Hamlet of the 21st Century    | 2011 | Laertes                     |  |
|                               | 2011 | Mitya                       |  |
| Five Brides                   | 2011 | Alexei Kaverin              |  |
|                               | 2011 | Andrei Egorov               |  |
| Rasputin                      | 2011 | Grand Duke Dmitri Pavlovich |  |
| Spy                           | 2012 | Egor Dorin                  |  |
| Soulless                      | 2012 | Max Andreev                 |  |
| Legend No. 17                 | 2012 | Valeri Kharlamov            |  |
| It All Began in Kharbin       | 2013 | Boris Eybozhenko            |  |
|                               | 2013 | Vadim                       |  |
| Dubrovsky                     | 2014 | Vladimir Dubrovsky          |  |
| Vampire Academy               | 2014 | Dimitri Belikov             |  |
| Soulless 2                    | 2015 | Max Andreev                 |  |
| Flight Crew                   | 2016 | Alexey Guchshin             |  |
| The Decorator                 | 2016 | Erast Fandorin              |  |
| Viking                        | 2016 | Vladimir the Great          |  |
| Matilda                       | 2017 | Vorontsov                   |  |
| McMafia                       | 2018 | Grigory Mishin              |  |
| Dovlatov                      | 2018 | David                       |  |
| Coach                         | 2018 | Yuri Stoleshnikov           |  |